# Madden NFL 19
Madden NFL 19 è un videogioco di football americano sviluppato da EA Tiburon e pubblicato da Electronic Arts il 10 agosto 2018 per PlayStation 4, Xbox One e Microsoft Windows.
Si tratta del 32º titolo della serie Madden NFL. Questo capitolo prevede due diversi tipi di edizioni, la Standard e la Hall of fame. L'atleta di copertina dell'edizione Standard è Antonio Brown (Pittsburgh Steelers) mentre nella Hall of fame si trova l'Hall of famer Terrell Owens (Dallas Cowboys).

## Novità
Le novità più importanti del gameplay riguardano i movimenti dei singoli giocatori, grazie all'utilizzo del Real Player Motion e del motore grafico Frostbite. La tecnologia RPM consente di ricreare fedelmente le movenze dei giocatori e di rendere le azioni molto fluide e realistiche.
La fluidità dei movimenti dei giocatori si rileva sia nei movimenti base (rotazioni, movimenti laterali repentini, gestione della velocità) sia in quelli più avanzati (cambi di velocità, tagli, contrasti).

## Modalità di gioco
Le modalità di gioco di Madden NFL 19 sono quattro: Esibizione, Franchise, Ultimate Team e Longshot.

### Esibizione
Nella modalità Esibizione è  possibile giocare con una delle 32 squadre della NFL, scegliendo tra le sottomodalità Gioca ora, Testa a testa online, Skills trainer e Practice.
Nella sottomodalità Gioca ora è possibile sfidare il computer o altri giocatori (da 1 a 6) in locale.
Nella sottomodalità Testa a testa online è possibile sfidare altri giocatori online.
Nella sottomodalità Skills trainer è possibile migliorare le abilità dei giocatori tramite esercizi di allenamento
Nella sottomodalità Practice ci si allena sui numerosi schemi offensivi e difensivi che il gioco offre.

### Franchise
Nella modalità franchise l'utente può scegliere se vestire soltanto i panni del giocatore oppure anche quelli del Supermanager. Le novità della modalità rispetto al precedente capitolo riguardano il Draft Class Creator che è stato potenziato nella fase di scouting e la possibilità di condividere le classi di draft con gli altri utenti per ottimizzare il proprio roster.

### Ultimate Team
La modalità Ultimate Team (MUT) segue la classica forma del collezionismo di carte fatto tramite l'acquisto di pacchetti online. Oltre alla possibilità di giocare online contro altri utenti, è possibile sfidare l'IA nelle Solo Battles, ovvero sfide settimanali nelle quali, ottenendo vittorie, si sale di rating e si possono ricevere premi. Un altro nuovo aspetto della modalità consente di sfidare squadre create non solo dai programmatori di EA ma anche da veri atleti del mondo NFL e da star di vario tipo (cantanti, attori e così via).

### Longshot: Homecoming
La modalità Longshot riprende quella vissuta nel precedente capitolo della saga: i protagonisti sono Devin Wade e Colt Cruise e il compito del giocatore è quello di portarli al professionismo della Lega e al successo. La storia è molto breve e non molto appassionante; un aspetto positivo è che i personaggi possono essere usati sia nella modalità Franchise che in quella Ultimate Team.

## Colonna sonora
La colonna sonora del gioco include più di 30 tracce di artisti come Migos, Pusha T, Post Malone, Young Thug, Lil Uzi Vert, Lil Baby, T.I., Fat Joe, Cardi B, Nicki Minaj, Flatbush Zombies, 2 Chainz, Lil Yachty e John Debney. EA ha anche annunciato che avrebbe aggiunto molte altre tracce al gioco nel corso della stagione. Un aggiornamento dell'ottobre 2018 ha aggiunto 3 canzoni di Wiz Khalifa (feat Lil Skies), Stefflon Don e Duckwrth. Diversi aggiornamenti successivi hanno aggiunto più brani e sostituito i brani dell'aggiornamento precedente.

## Squadre
Tutte e 32 le squadre NFL sono presenti nel gioco con licenza ufficiale e sono le seguenti:

### American Football Conference
- Buffalo Bills
- Miami Dolphins
- New England Patriots
- New York Jets
- Baltimore Ravens
- Cincinnati Bengals
- Cleveland Browns
- Pittsburgh Steelers
- Houston Texans
- Indianapolis Colts
- Jacksonville Jaguars
- Tennessee Titans
- Denver Broncos
- Kansas City Chiefs
- Los Angeles Chargers
- Oakland Raiders

### National Football Conference
- Dallas Cowboys
- New York Giants
- Philadelphia Eagles
- Washington Redskins
- Chicago Bears
- Detroit Lions
- Green Bay Packers
- Minnesota Vikings
- Atlanta Falcons
- Carolina Panthers
- New Orleans Saints
- Tampa Bay Buccaneers
- Arizona Cardinals
- Los Angeles Rams
- San Francisco 49ers
- Seattle Seahawks

## Accoglienza
Madden NFL 19 ha ricevuto recensioni positive da parte della critica. 
- Metacritic ha valutato il gioco 81/100 per Xbox One, 80/100 per PlayStation 4 e 80/100 per pc.[5][6][7]
- IGN (sito web) lo ha valutato 8/10 per tutte le piattaforme.[8]
- PC Gamer ha valutato il gioco per PC 75/100.[9]